# Hilda de Whitby
Hilda de Whitby (vers 614 - 17 novembre 680) est une sainte chrétienne reconnue par les Églises catholique, orthodoxe et anglicane qui la fêtent le 17 et 19 novembre respectivement. Petite-nièce du roi Edwin de Northumbrie, elle fut abbesse de la première abbaye de Whitby où aurait eu lieu de son vivant le synode de Whitby. Elle est patronne de l’éducation, de la culture et de la poésie ; elle doit cette dernière fonction à Cædmon qui fut frère lai dans son monastère.
Willibrord d'Utrecht est le premier à la mentionner dans son calendrier, mais la source principale pour sa vie est l’Histoire ecclésiastique du peuple anglais de Bède le Vénérable.

## Vie
Hilda ou Hild naît dans l’entourage du roi Ceredig ap Gwallog d’Elmet chez qui son père Hereric, banni, s’est réfugié. Il meurt empoisonné peu après sa naissance. On pense qu’elle vit ensuite avec sa mère Breguswith et sa sœur aînée Hereswith dans l’entourage d’Edwin et qu’elle est baptisée le 12 avril 627 (jour de Pâques) à l’emplacement de l’actuelle cathédrale d'York en même temps que le roi et sa cour par Paulin le premier évêque d'York, missionnaire de la suite d’Æthelburg de Kent, deuxième épouse d’Edwin. Peu après, Hereswith épouse Æthelric, frère d’Anna d'Est-Anglie. Bède ne dit rien sur un éventuel mariage de Hilda.
Son récit s’interrompt et ne reprend qu’en 647, alors que Hilda est sur le point de rejoindre sa sœur veuve à l’abbaye de Chelles. Il est possible qu’elle soit venue vivre à la cour d’Est-Anglie à la mort d’Edwin (633), ou de son mari le cas échéant. Aidan de Lindisfarne la persuade de ne pas partir pour la France mais de s’installer sur les rives de la Wear dans un petit monastère d’une hide suivant la règle celtique d’Iona. Elle devient ensuite la deuxième abbesse du monastère double de Hartlepool (Heretu), non loin de l’actuelle église Sainte-Hilda.
En 655, Oswiu de Northumbrie remporte une victoire contre Penda de Mercie. En signe de gratitude, il voue au service de Dieu sa fille Ælfflæd âgée d’un an. Il la confie à Hilda et fait don à cette dernière de 10 hides à Streonshalh (actuelle Whitby), où existait une petite église abritant les restes d’Edwin. Elle y fonde en 657 un monastère double, qui produira cinq évêques dont Jean de Beverley. Le poète Cædmon y fut frère lai et bouvier. Le roi Oswiu s’y fera enterrer. En 663-664 s'y serait tenu le synode de Whitby où la voie romaine fut choisie contre l’irlandaise. Il est possible que Hilda ait déploré cette décision car on la voit s’opposer par la suite à Wilfrid d'York, actif partisan du rapprochement avec Rome,.
Malade durant les six dernières années de sa vie, elle fonde encore un monastère à Hackness non loin de Whitby et meurt le 17 novembre 680. Eanflæd et Ælfflæd, respectivement veuve et fille d’Oswiu, lui succèdent à la tête de Whitby. Selon une chronique du XIIe siècle, Edmond Ier fit transporter au Xe siècle ses restes ainsi que ceux d’Aidan de Lindisfarne et de Ceolfrith de Wearmouth à Glastonbury, mais leurs tombes n’ont pas été retrouvées. Une autre source propose Gloucester.

## Légende et souvenir

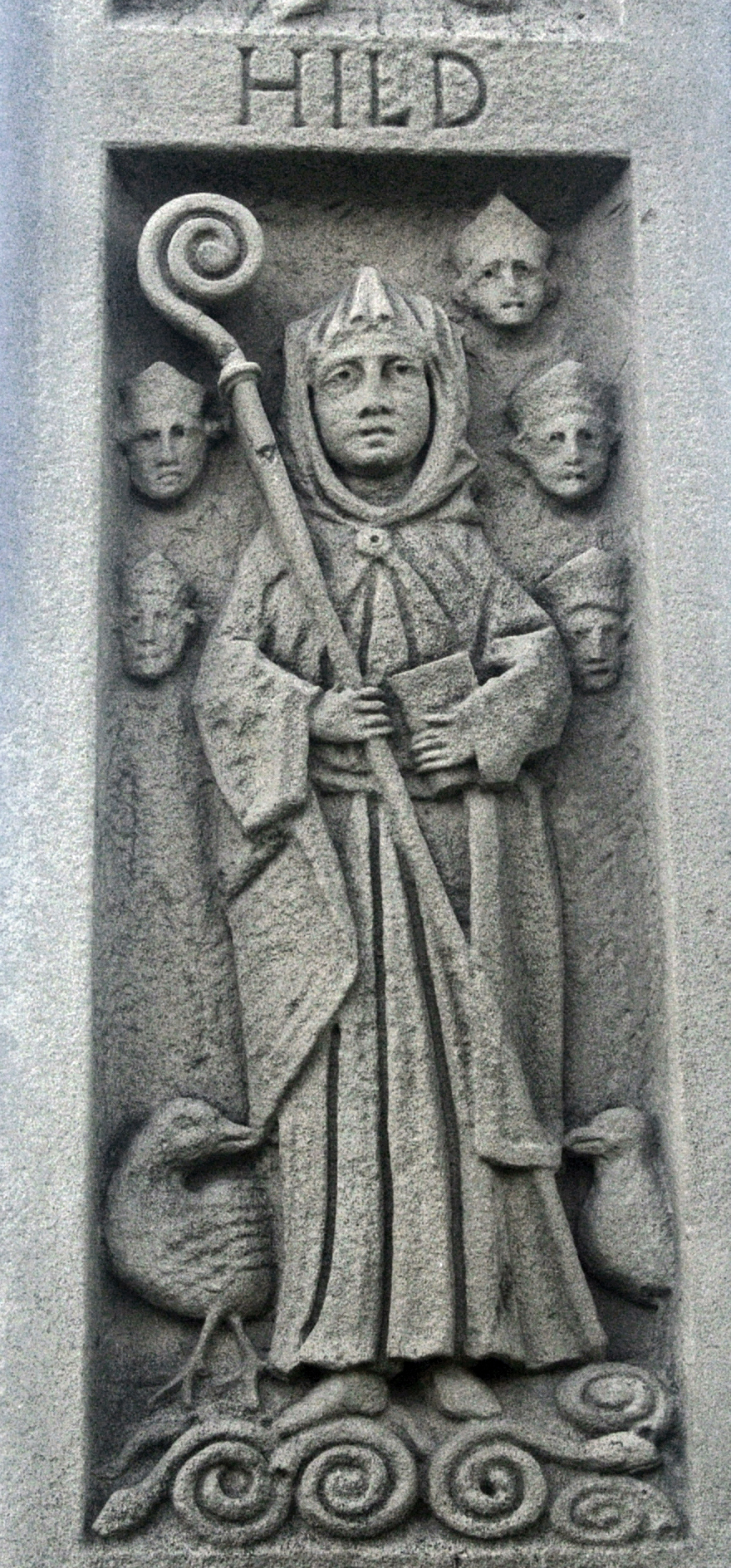

La nuit précédant sa naissance, sa mère fit un rêve prémonitoire : elle errait dans la forêt à la recherche de son mari ; oppressée d’inquiétude, elle mit la main à sa poitrine et découvrit un joyau caché dans ses vêtements, qui se mit à luire puis à briller d’un grand éclat, illuminant toute la contrée. Peu avant sa mort, une moniale nommée Begu la vit s’élever au Ciel et les cloches de Hackness sonnèrent d’elles-mêmes au moment de son décès.
Une légende locale prétend que les oiseaux abaissent leurs ailes en planant au-dessus de l’abbaye de Whitby en signe d’hommage. La présence d’ammonites Dactylioceras – d’ailleurs surnommées après elle hildoceras - dans les roches de la région, est à l’origine d’une autre légende qui veut que ce soient des « serpents pétrifiés » par la sainte. Avant l’engouement pour les fossiles, des artisans sculptaient une tête de serpent sur les ammonites pour accréditer la légende et vendre à bon prix ces « témoins du miracle ». On prétend aussi qu’elle nomma elle-même la croix de Silla, une croix ancienne marquant le chemin sûr de Whitby à Hackness, d’après le nom d’un noble qui avait sacrifié sa vie pour sauver le roi Edwin.
Parmi les églises qui lui sont dédiées au Royaume-Uni, la côte nord-est en compte une douzaine et Whitby deux, une catholique et une anglicane. Aux confins ouest de la ville s’est établie en 1915 dans le Prieuré de Sainte Hilda une communauté de sœurs anglicanes s’inspirant de ses idéaux monastiques. Une Communauté celtique de Aidan et Hilda existe à Lindisfarne.
Patronne de l'éducation, elle a été choisie comme protectrice de nombreux établissements d’enseignement féminin apparus à partir du XIXe siècle, comme le College of St Hild and St Bede de Durham et le St Hilda's College d'Oxford.

### Source
- Sister Hilary OHP; (2003). St Hilda of Whitby, Order of the Holy Paraclete, St Hilda's Priory, Sneaton Castle, Whitby YO21 3QN.